# 동소문로
동소문로(東小門路)는 서울특별시 성북구 삼선동 한성대입구역 교차로에서 시작하여 성북구 돈암동 미아사거리에서 끝나는 도로이다. 종암로, 도봉로, 월계로 도로가 이어져 있다. 이 도로의 유래는 가톨릭대학교 신학부(성신교정) 뒷편에 있는 한양도성 혜화문의 별칭인 동소문(東小門)에서 기인한다.

## 역사
- 1984년 11월 7일 : 미아로의 혜화동로타리~미아리고개 구간을 동소문로로 분리
- 2010년 4월 22일 : 혜화동로타리~한성대입구역 구간을 창경궁로에 편입[1]

## 노선
- 한성대입구역(창경궁로) - 성북구청입구 사거리 - 성신여대입구역 - 고명외식고등학교(매원초등학교, 고명중학교) -  길음교사거리 - 길음역사거리(삼양로) -  미아사거리(종암로, 월계로)

## 연결 도로
- 창경궁로
- 보문로
- 정릉로
- 삼양로
- 도봉로
- 종암로
- 월계로